# محمد عقيد
محمد عقيد مواليد 4 سبتمبر 1992 لاعب كرة قدم مغربي يشغل مركز حراسة المرمى ويلعب لصالح نادي الوداد الرياضي منذ 2013
بدأ عقيد مسيرته مع فريقه الأم الرشاد البرنوصي والذي تدرج في مختلف فئاته إلى أن وصل إلى الفريق الأول الذي قدم معه مواسم جيدة الشيء الذي جعل نادي الوداد البيضاوي يتعاقد معه في صيف 2013 ولكن لصعوبة حجر مكان رسمي بالفريق في ظل وجود العملاق نادر المياغري تمت إعارته إلى نادي جمعية سلا ليعود إلى الوداد في نهاية 2013 حيث استغل إصابة العملاق نادر المياغري عند نهاية الموسم ليصبح الحارس الرسمي للفريق والآن وبعد اعتزال لمياغري يتنافس مع الحارس بدر الدين بنعاشور على الرسمية داخل الوداد.

## وصلات خارجية
- محمد عقيد على موقع قاعدة بيانات كرة القدم.إي يو (الإنجليزية)

- عقيد رسمياً بالوداد
- الوداد يعير عقيد لجمعية سلا